# Características estructurales de los textos
Las características de los textos son todos aquellos elementos que definen un texto como tal. Estas se dividen en: 
Características externas.  aquellas que se observan a simple vista sin necesidad de leer el texto y se refiere a la distribución del contenido (párrafos) y el esquema de presentación.
Características internas. Estas son aquellas características que se observan al leer un texto tales como la objetividad, subjetividad, marcas textuales, modos discursivos y prototipos textuales.
- Objetividad se refiere a la cualidad por la que la redacción de los textos debe ser ajustada a un tema, contener lo más importante y ser coherente.
- Subjetividad es la cualidad por la que un texto contiene lo que quiere transmitir el escritor estampando su estilo y opinión singular.
- Marcas textuales son:

Modalizadores que es el estilo personal o la especificación de los hechos a los que se refiere.
Léxico utilizado si es coloquial, culto, vulgar, técnico, etc.
Morfosintaxis es la manera de escribir las oraciones simples o compuestas, la selección del tiempo de los verbos.
Conectores son las conjunciones coordinadas, preposiciones.
Contexto se refiere principalmente al tiempo y espacio en que se desarrolla.

## Ejemplos de enunciativo, interrogativo y exclamativas
1. Enunciativo. Mañana iré de compras. Me compraré un tapado ROJIZO. Le llevaré rosas a Ángeles. Tomaré mis medicinas. Iré al almacén a comprar nueces
2. interrogación. ¿De qué color es la espuma del mar? ¿Te gusta la torta de chocolate? ¿Quieres salir conmigo? ¿Cuánto dinero tienes ahorrado? ¿Por qué lloras?
3. Exclamativas: ¡Viniste a visitarme! ¡No quiero verte nunca más! ¡Qué delicioso pastel! ¡Tengo hambre! ¡Sos el amor de mi vida!

- Datos: Q5748834